# Yining

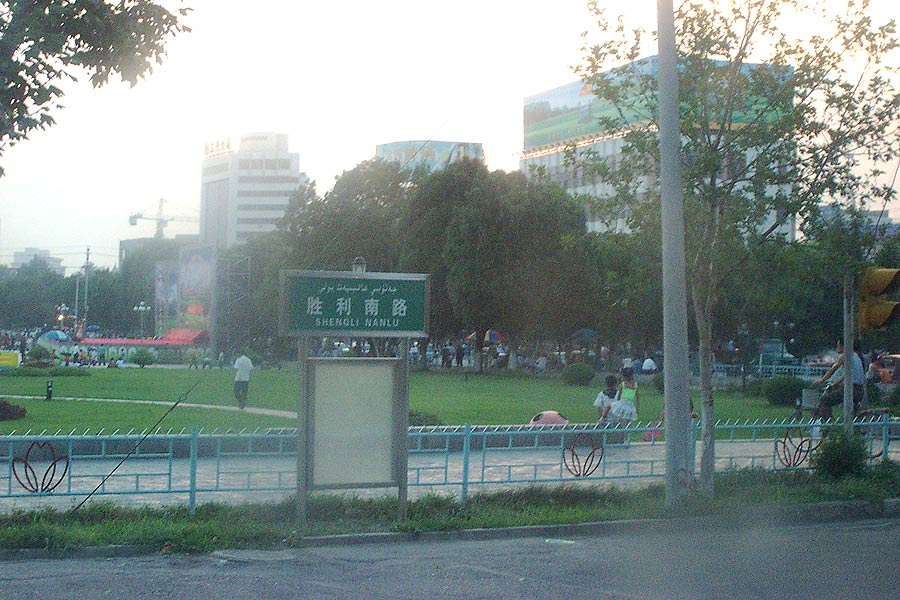
Plaça de Yining.

Yining (xinès simplificat: 伊宁; [xinès tradicional]: 伊寧; pinyin: Yíníng; uigur غۇلجا Ghulja; també Ili, Yili, Kuldja, Kulja, Kuldjha, Khulja, Ghulja, Ining) és una ciutat amb rang de comtat a l'oest de la regió autònoma de Xinjiang a la Xina, capital de la prefectura autònoma d'Ili Kazakh. La ciutat va donar nom a tota la regió coneguda després com a regió de l'Ili.
La ciutat-comtat té una superfície de 629 km² i una població de 430.000 persones. Està situada a uns 640 metres sobre el nivell de la mar. Abans del 2004 no era un comtat i la superfície i població de la ciutat mateixa era més reduïda, però el 2004 li fou incorporada una regió d'uns 100 km² del comtat de Yining, adjacent, i que forma una entitat administrativa diferent de la ciutat-comtat.

## Història
Per la història abans de 1851 vegeu Kuldjha
El 1851 es va signar a Yining l'anomenat Tractat de Kuldja entre Xina i Rússia, que va obrir la regió de l'Ili superior al comerç rus. El tractat de Pequín de 1860 va donar a Rússia i Gran Bretanya el dret d'obrir consolats a Kuldja. El 1862 els dungans de Chen-si (Shaanxi) es van revoltar i la revolta es va estendre al Kansu (Gansu) i altres llocs i va arribar a Kuldja el 1863. Després d'algunes lluites els rebels van ocupar la nova Kuldja que va quedar arrasada el 1865 (només un parell de cases van quedar en peu). El consolat rus i la factoria comercial van quedar destruïdes. Llavors els dungans i els tarančis (turcs) van començar a combatre entre ells i el 1867 el poder va quedar en mans d'un taranči que es titulava sultà i portava el nom d'Ala Khan o Abu l-Ala (a les fonts russes Abil-Oglya). Les matances dels tarančis sobre els seus rivals van provocar la fugida de cinc mil dungans cap a l'oest i es van refugiar en territori rus. El mateix 1867 Yakub Beg establia la seva autoritat a Kaixgària a la part meridional del Turquestan Xinès. Yakub Beg, considerat enemic de Rússia, va rebre dues missions britàniques procedents de l'Índia. El 1871 la regió de l'Ili superior i la ciutat de Kuldja foren ocupades per Rússia i el cap local Ala Khan deportat a Rússia amb una pensió de l'estat; l'ocupació havia de durar durant el període en què Yakub Beg fou independent a Kashgària i Jungària que Rússia suposava que seria per sempre; però derrotat Yakub Beg el 1876 i mort el 1877 el seu estat es va enfonsar i Rússia (després de més de dos anys de negociacions amb el tractat de Lividia de 1879 que fou lletra morta) va haver de retornar a la Xina la zona ocupada pel tractat de Sant Petersburg del 1881, sent evacuada el 1883 si bé els russos van conservar privilegis comercials i va rebre una indemnització per les despeses d'ocupació, a més de poder mantenir consolats a Kuldja i Kashghar. El Turquestan Xinès fou rebatejat Sinkiang (Nova Possessió) el 1882. El 1872 la vella Kulja tenia uns 7.700 habitants (4.100 musulmans) i vers el 1900 de trenta mil habitants.
En enfonsar-se el poder xinès a Sinkiang el 1911 es va formar un govern revolucionari de l'Ili. El 1912 el governador provincial xinès Tang Tseng-hsin (1911-1918) va aconseguir atreure als separatistes. Les forces militars del consolat rus van protegir als xinesos quan el 1912-1913 eren massacrats pels musulmans. El 1916-1917 milers de kazakhs es van refugiar a la regió de l'Ili i a Kaixgària fugint de l'opressió del tsar. El govern de Sinkiang va tenir bones relacions amb la Rússia Soviètica i després del trencament entre els soviètics i el Kuomintang el 1927, els consolats russos a Kulja i Kashghar van seguir oberts. El 1928 el successor de Tang, Tchen Chou-jen va seguir la mateixa política i per un tractat secret amb la Unió Soviètica va concedir als russos el dret de tenir serveis comercials a Kulja i altres ciutats.
El 1941 Tchang Kai Chek va estendre el domini del seu govern al Sinkiang provocant l'hostilitat de les poblacions locals. El novembre de 1944 els kazakhs, turcs i uigurs es van revoltar a la regió de l'Ili i van proclamar a Khulja la República del Turquestan Oriental independent del Sinkiang (el govern tenia seu a Ürümchi); la direcció la va tenir Ahmad Djan amb el qual el Kuomintang va haver de pactar. El setembre de 1948 els governs d'Urumqui i de Kulja van començar a negociar amb els comunistes i el desembre es va establir un govern comunista a la província que va rebre certa autonomia el 1954.
El 1954 Khulja fou declarada capital de la prefectura autònoma kazakh de l'Ili i va agafar el nom oficial d'I-ning (Yining)